# AXELL
AXELL（アクセル）は、日本のボーイッシュガールズグループ。ケイダッシュステージ所属。レーベルはトムス・ミュージック。『Enjoy! & Speedy!!』が信条。風男塾の弟分として2014年に誕生し、2019年に活動を終了した。AXELL活動終了後については、dreamBoat、ael-アエル-およびEUPHORIAの項を参照。

## メンバー
| 名前 | NAME  | 生年月日      | 年齢 | 出身地 | 血液型 | 色 | 備考                                                           |
| ---- | ----- | ------------- | ---- | ------ | ------ | -- | -------------------------------------------------------------- |
| 千知 | CECIL | 1997年2月7日  | 28歳 | 京都   | B      | 緑 | 大の宝塚ファン。 THE HOOPERSとの兼任メンバー。                 |
| 詩音 | SHION | 1998年7月3日  | 27歳 | 埼玉   | A      | 桃 | 頼れるAXELLのリーダー。                                        |
| Lee  | LEE   | 1998年10月9日 | 26歳 | 千葉   | O      | 黄 | 圧倒的なダンスパフォーマンス力。 THE HOOPERSとの兼任メンバー。 |
| 翔   | SHO   | 2000年9月14日 | 24歳 | 東京   | A      | 青 | 2017年8月加入。 マイペースな癒し系。                           |
| 碧   | AOI   | 2001年2月3日  | 24歳 | 香川   | B      | 赤 | 2017年8月加入。 運動神経抜群。グループ最年少。                 |

### 旧メンバー
| 名前   | NAME   | 生年月日     | 年齢 | 出身地 | 血液型 | 備考 |
| ------ | ------ | ------------ | ---- | ------ | ------ | --- |
| 望夢   | NOZOMU | 1997年3月8日 | 28歳 | 静岡   | B      | 2015年8月15日、JOL原宿でのイベントをもって卒業。                                                                                               |
| あすか | ASUKA  | 1998年5月9日 | 27歳 | 千葉   | O      | 2016年4月24日、JOL原宿でのイベントをもって卒業。 父はロッテ、巨人などで活躍した藤田宗一。 旧芸名: 藤田彩加（元ナイスガールトレイニーメンバー） |

## 来歴
- 2013年秋 - 2014年冬にかけて風男塾弟分オーディションが開催され約5000人の中から12人が合格者となりその内5人がAXELLのメンバーとなる（他7人はTHE HOOPERS）。[1]
- 2014年3月30日、中野サンプラザで行われたライブ『風男塾乱舞2014〜POWER OF WIND〜』にて後のTHE HOOPERSメンバーと共にバックダンサーとして出演（弟分オーディション合格後、お披露目前の為紹介等はなし）
- 2014年5月2日、インターネットテレビ「イケスタ」において初お披露目される。
- 2014年5月5日、THE HOOPERSと共に代々木公園にて初の路上ライブを行った。
- 2015年3月18日、「アクセルどらま！〜青春のSHOOTING STAR〜」をリリース。自身初のオリジナル楽曲「SHOOTING STAR」が挿入歌となる。また、ドラマパートのゲスト声優に梶裕貴。CDのリリースを記念して「AXELL 春の10番勝負!!」と称したリリースイベントを、全国10か所で開催した。
- 2015年8月5日、公式ブログにて望夢の卒業の報告があり、8月15日のJOL原宿で行われたイベントをもって卒業した。
- 2015年12月26日、初の両A面シングル「スペシャルアドベンチャー/With You」を発売。イベント会場限定の販売ながら、発売1か月で売上枚数2,000枚を突破した。
- 2016年4月2日、公式ブログにてあすかの卒業の報告があり、暫らくの間は千知はTHE HOOPERSに専念し、詩音とLeeはボカロダンスユニット「詩音＆Lee from AXELL」として活動すると発表された。
- 2016年4月24日、JOL原宿で行われたイベントをもってあすかが卒業した。
- 2016年6月13日、7月開始のテレビアニメ「ばなにゃ」のEDテーマを担当する事が決まった。
- 2016年8月31日、一般流通としては自身初のシングル作品「ラッキーホリデー」を発売。それに合わせて7月20日から8月31日の夏休み期間、毎週水曜日に「AXELL 夏休み7番勝負」と称したリリースイベントをJOL原宿にて開催。
- 2017年8月20日、公式Twitterにおいて新メンバーの碧（AOI）と翔（SHO）の発表が行われた。
- 2017年8月24日、JOL原宿で行われたイベントにて碧と翔が新メンバーとしてお披露目された。
- 2018年8月11日、代官山LOOPにて初のワンマンライブ「ハッピーホリデー!」を開催。
- 2018年9月26日、アニメソングの名曲/ヒット曲をカバー&ノンストップ収録したCD「#僕とアニソンなうに使っていいよ」が発売されその楽曲セレクトとジャケットモデルを千知が担当した。それに伴い同月28日にアニメイト新宿店にて発売記念イベントを行った。
- 2018年12月6日、SHOWROOMでの放送にてイケメン女子プロジェクト大改革を行うとしAXELLとしての活動は2019年2月3日のワンマンライブがラストになる事、春に新プロジェクトとして新たに登場する事を発表した。
- 2019年2月3日、代官山LOOPで行われたラストライブをもってAXELLとしての活動は終了となった。
- 2019年3月1日、男装アイドルプロジェクト「dreamBoat」が発足。THE HOOPERSメンバーを兼任していた千知、Leeは、新グループ「ael-アエル-」、詩音、翔、碧は、新グループ「EUPHORIA-ユーフォリア-」のメンバーとして活動することが発表された。

## 作品

### ドラマCD
| 発売日        | タイトル                               | 規格品番 | 収録曲                                                                              | 備考                             |
| ------------- | -------------------------------------- | -------- | ----------------------------------------------------------------------------------- | -------------------------------- |
| 2015年3月18日 | 「アクセルどらま!青春のSHOOTING STAR」 | TMS-328  | 1. ボイスドラマ 2. SHOOTING STAR 作詞：SHIKATA・橋本彩子 作曲：SHIKATA・KAY・林真輝 | ドラマパートゲスト声優に梶裕貴。 |

### 会場限定シングル
| 発売日         | タイトル                              | 規格品番        | 収録曲                                                                                     | 備考                             |
| -------------- | ------------------------------------- | --------------- | ------------------------------------------------------------------------------------------ | -------------------------------- |
| 2015年12月26日 | 「スペシャルアドベンチャー/With you」 | TMS-333 TMS-334 | 1. スペシャルアドベンチャー 作詞：渡辺光彦 作曲：太田貴之 2. With you 作詞・作曲：山口朗彦 | 発売約1か月で目標の2,000枚突破。 |

### シングル
| 発売日        | タイトル               | 規格品番                | 収録曲                                                                                               | 備考                                                                        |
| ------------- | ---------------------- | ----------------------- | --- | --------------------------------------------------------------------------- |
| 2016年8月31日 | 「ラッキーホリデー」   | TMS-339 TMS-340 TMS-341 | 1. ラッキーホリデー 作詞：渡辺光彦 作曲：鈴木ともよし 2. DO THE BEST!! 作詞・作曲：invisible manners | AXELL with ばなにゃ（CV.梶裕貴）。 TVアニメ「ばなにゃ」主題歌。 MVダンスver |
| 2017年9月30日 | 「CALLING」            | TMS-355 TMS-356         | 1. CALLING 作詞・作曲：成本智美 2. See you tomorrow 作詞：山崎寛子 作曲：西岡和哉                    | 碧と翔の加入、新体制となっての初シングル。                                  |
| 2018年8月29日 | 「シアワセメロディー」 | TMS-357 TMS-358         | 1. シアワセメロディー 作詞：宮原康平 作曲：徐賢眞 2. 夏のStarting Beat 作詞・作曲：堀内ユウ          |                                                                             |

## ライブ・イベント

### ライブ
2014年
- 8月22日『THE HOOPERS & AXELLのライブはじめました（仮）Vol.0』会場:新宿レッドノーズ
- 11月2日『THE HOOPERS & AXELLのライブはじめました（仮）Vol.1』会場:渋谷REX

2015年
- 2月22日『THE HOOPERS & AXELLのライブはじめました（仮）Vol.2』会場:渋谷REX
- 5月5日『THE HOOPERS & AXELLのライブはじめましたVol.3』会場:原宿アストロホール（2回公演）
- 11月15日『THE HOOPERS 初ワンマンLIVE』（2部オープニングアクト）会場:ニコファーレ

2018年
- 1月2日『ザ・フーパーズ TOUR FANTASIA 2017/2018 新年会SP』（1部/2部オープニングアクト）会場:渋谷duo music exchange
- 8月11日『ハッピーホリデー!』（初のワンマンライブ）会場:代官山LOOP
- 12月22日『ザ・フーパーズ FANTASIC SHOW 〜クリスマス大感謝祭SP DAY1〜』会場:柏PALOOZA

1部の「超FANTASIC! 怒涛の３マンライブ and more??」に出演
2019年
- 2月3日『OVER THE RAINBOW』会場:代官山LOOP

1部 千知&碧生誕祭
2部 AXELLラストライブ

### イベント/フェスなど
2014年
- 3月30日『風男塾乱舞2014〜POWER OF WIND〜』会場:中野サンプラザ

後のTHE HOOPERSメンバーと共にバックダンサーとして出演（弟分オーディション合格後、お披露目前の為紹介等はなし）
- 5月18日『C/MENZ presents TOKYOチェンメンコレクション2014』会場:ラフォーレミュージアム六本木

- 8月2日、3日『TOKYO IDOL FESTIVAL 2014』会場:お台場・青海エリア
- 10月12日日『風男塾乱舞TOUR2014〜一期二十一会〜』会場:日比谷野外大音楽堂

オープニングアクト、THE HOOPERSと共にバックダンサーとして出演
2015年
- 7月25日『お台場夢大陸マイナビステージ』会場:夢大陸マイナビステージ
- 8月8日『キュン❤　Fes』会場:渋谷TSUTAYA O-EAST

2016年
- 5月24日『NEXT-ONE!! inBLITZ』会場:赤坂 BLITZ

詩音&Lee from AXELLとして出演
- 8月11日『キュン♥Fes. 2016』会場:渋谷CLUB QUATTRO

2018年
- 3月22日『JOL＊fes』会場:TSUTAYA O-EAST
- 5月4日『アイドルジェネレーション vol.52〜橘はるかバースデーSP〜 in 東京キネマ倶楽部』会場:東京キネマ倶楽部
- 6月14日『SHIBUYA X−TREM  VOL. 3  GIRLS’LIVE  STORME』会場:VUENOS
- 8月19日『つばさ師匠の独演会SP』会場:JOL原宿

ゲスト出演
- 8月20日『アキシブproject presents「TSUTAYA O-EAST SUMMER BONUS LIVE!! -夢千乱舞-」』会場:TSUTAYA O-EAST
- 8月30日『東京常夏フェス 2018』会場:上野恩賜公園 野外ステージ
- 9月1日『iPop Fes Vol.73』会場:池袋サンシャインシティ 噴水広場
- 9月8日、9日『ノタFES 2018』会場:東武動物公園
- 9月27日、10月11日、20日、11月4日、20日、12月8日、12日『おはよう!アイドル長屋REMIX 収録ライブ VOL.4·6·8·9·11·14·15』会場:VUENOS
- 10月31日『SHIBUYAアルティメットハロウィン2018』会場:TSUTAYA O-EAST

2019年
- 1月6日『アイドルジェネレーション vol.55 in Zepp Tokyo』会場:Zepp Tokyo

## 出演

### ネット配信
- AXELLの前説はじめました（仮）（2014年5月16日 - 2016年3月18日、ustream）
  - 以前はTHE HOOPERSと合同で行っていたが、THE HOOPERSがSHOWROOMで番組をスタートさせるにあたり単独で行う事となった。
- 風男塾＆THE HOOPERS＆AXELL　アメーバ海の家はじめました（2014年8月21日）出演：千知、望夢
  - 鎌倉市由比ヶ浜のAmeba海の家より生放送
- あくせる〜む –5DR–（2018年7月19日 - 2019年1月31日、SHOWROOM）

### 映像
- THE HOOPERS『SHAMROCK』ミュージックビデオ（2017年）

### テレビ
- テレビ埼玉『夢劇場音楽堂』（2018年7月4日）
- TOKYO MX『おはようアイドル長屋REMIX』（2018年10月2日 - 2019年1月12日）

レギュラーコーナーを担当
- テレビ埼玉『らむねちゃんねる』（2018年10月13日）